# Alef

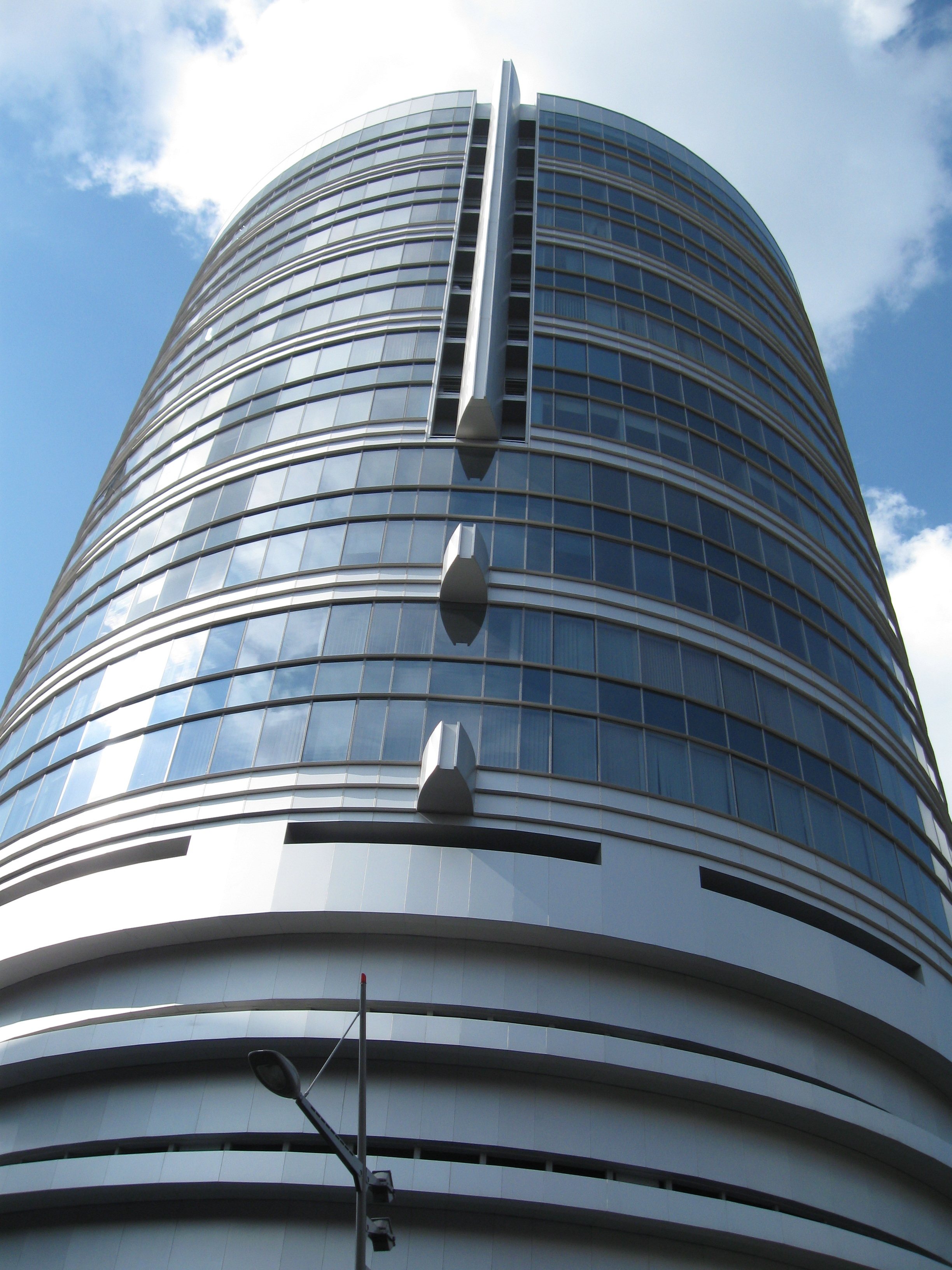
Одна із веж БЦ Мост-Сіті

Alef (Алеф) — українська корпорація, заснована 1998 року в Дніпрі. До складу компанії входять 13 різнопрофільних підприємств у таких галузях як: виробництво, девелопмент нерухомості та аграрний бізнес. Штат співробітників корпорації налічує понад 2 тисяч осіб. Бізнеси корпорації експортують свій товар у більш ніж у 20 країн світу.
Голова Ради корпорації Алеф — Вадим Єрмолаєв. Заступник голови Ради корпорації — Станіслав Віленський.

## Структура корпорації

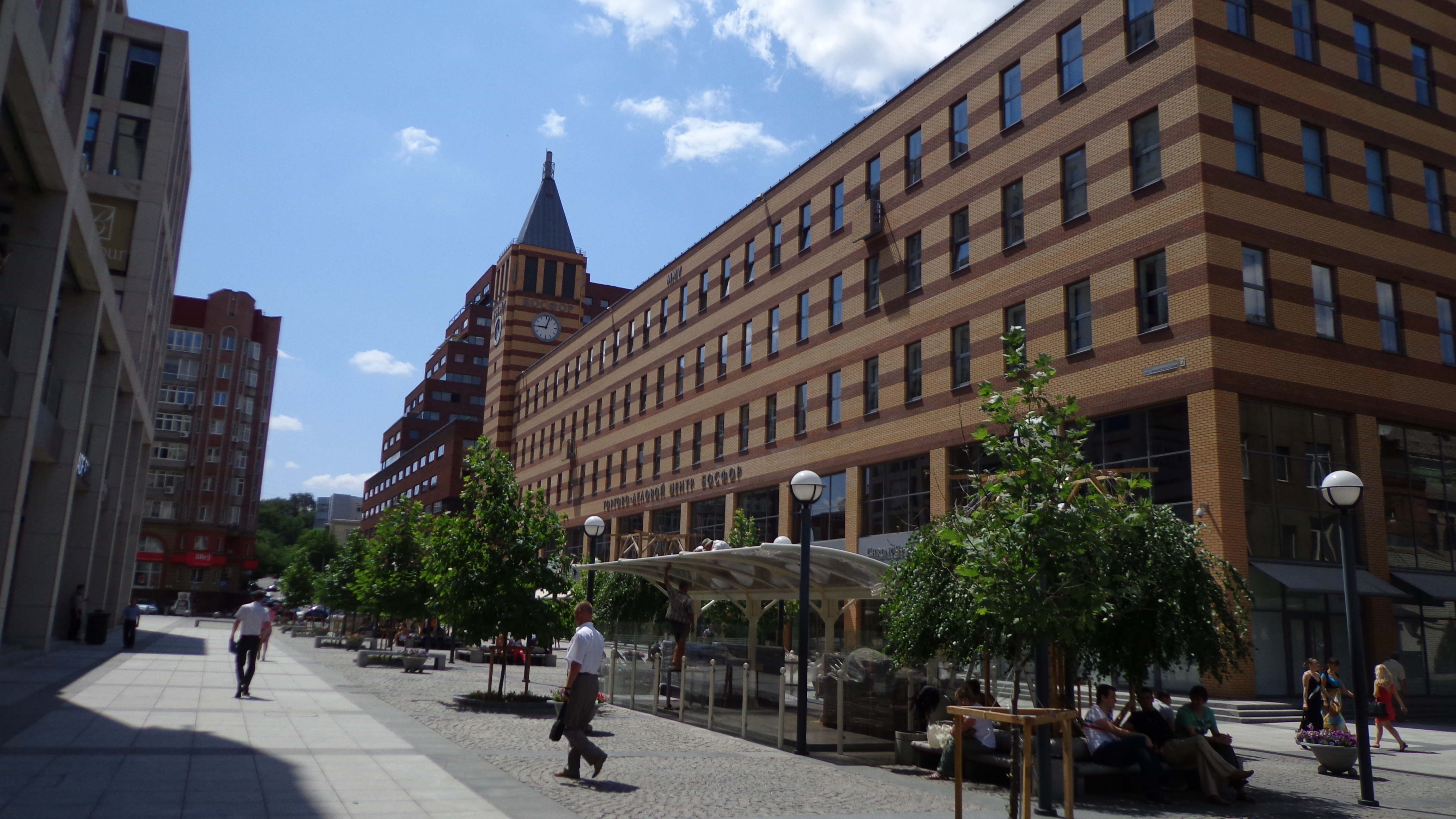
Торгово-діловий комплекс Босфор

Корпорація складається з таких підприємств:
- UDK Gazbeton — найбільший виробник автоклавного газобетону в Україні.[5]
- МІРОПЛАСТ —  один з найбільших виробників ПВХ-профілю в Східній Європі, експортує свою продукцію в 15 країн Європи, Азії та Південної Америки.[6]
- Сади Дніпра — експортно-орієнтована фруктова компанія, заснована у 2016 році, яка вирощує яблука елітних сортів. На базі підприємства функціонує найпотужніша сортувальна лінія для яблук в Україні. Географія експорту: Сінгапур, Малайзія, Індонезія, ОАЕ, Катар, Саудівська Аравія, Сенегал, Швеція, Велика Британія.[7][8][9]
- AXOR Industry — одна з найбільших компаній з виробництва віконно-дверної фурнітури в Східній Європі. Міжнародні представництва AXOR функціонують в десятках країн Європи, Азії, Південної Америки.[10][11][12]
- ABM Technology — перший в Україні завод повного циклу з виробництва дентальних імплантатів з власними запатентованими технологіями.[13][14][15]
- Потоки — підприємство, яке спеціалізується на переробці олійних культур. На заводі першими у світі розробили та впровадили технологію з виробництва високопротеїнового соняшникового концентрату.[16][17][18][19]
- Виробниче об'єднання ОСКАР — виробник безшовної трубної продукції для атомної енергетики, аерокосмічної галузі, автомобілебудування, суднобудування, оборонної промисловості.[20][21][22]
- ТД Агроальянс — офіційний дистриб'ютор сільськогосподарської техніки.[23]
- Alef Estate — компанія-девелопер, що реалізувала такі знакові для міста Дніпро об'єкти, такі як: «МОСТ-сіті», Cascade Plaza, «Босфор», «Енігма» та спеціалізується на комплексній забудові міста. У 2020 році Alef Estate розпочала реалізацію багатофункціонального комплексу «Брама», основна будівля якого сягне 210 метрів, що стане найвищою житловою будівлею України.[24][25][26][27][28]

## Керівництво
Вадим Єрмолаєв — голова ради корпорації, входить в першу п'ятірку найвпливовіших бізнесменів Дніпра за рейтингом журналу Forbes та в сотню найбагатших українців зі статком $322 млн згідно з оцінкою Dragon Capital. Один із головних забудовників Дніпра, що визначив нову архітектуру міста. З 23 грудня 2023 року знаходиться під санкціями України (на 10 років).
Станіслав Віленський — заступник голови ради корпорації, бізнес-партнер Вадима Єрмолаєва із 1994 року. Спеціалізується на розвитку  агробізнесу. У 2013 році журнал «Фокус» оцінив статки Станіслава Віленського в $85,2 млн і помістив на 125-те місце рейтингу «200 найбагатших людей України».

## Соціальна відповідальність
Корпорація Alef виділила 3 млн грн для придбання автоматичної станції виділення нуклеїнових кислот і білків для проведення ПЛР-тестів на Covid-19 у Дніпрі.
Також корпорація запустила проєкт із популяризації робітничих професій, в межах якого працівники виробничих підприємств (ремонтні цехи компанії N"Агроальянс", «UDK», «Miroplast», «Axor», «ABM Technology») розповідають про свою кар'єру, як вони бачать майбутнє своїх професій в Україні тощо.